# Arved von Wedderkop

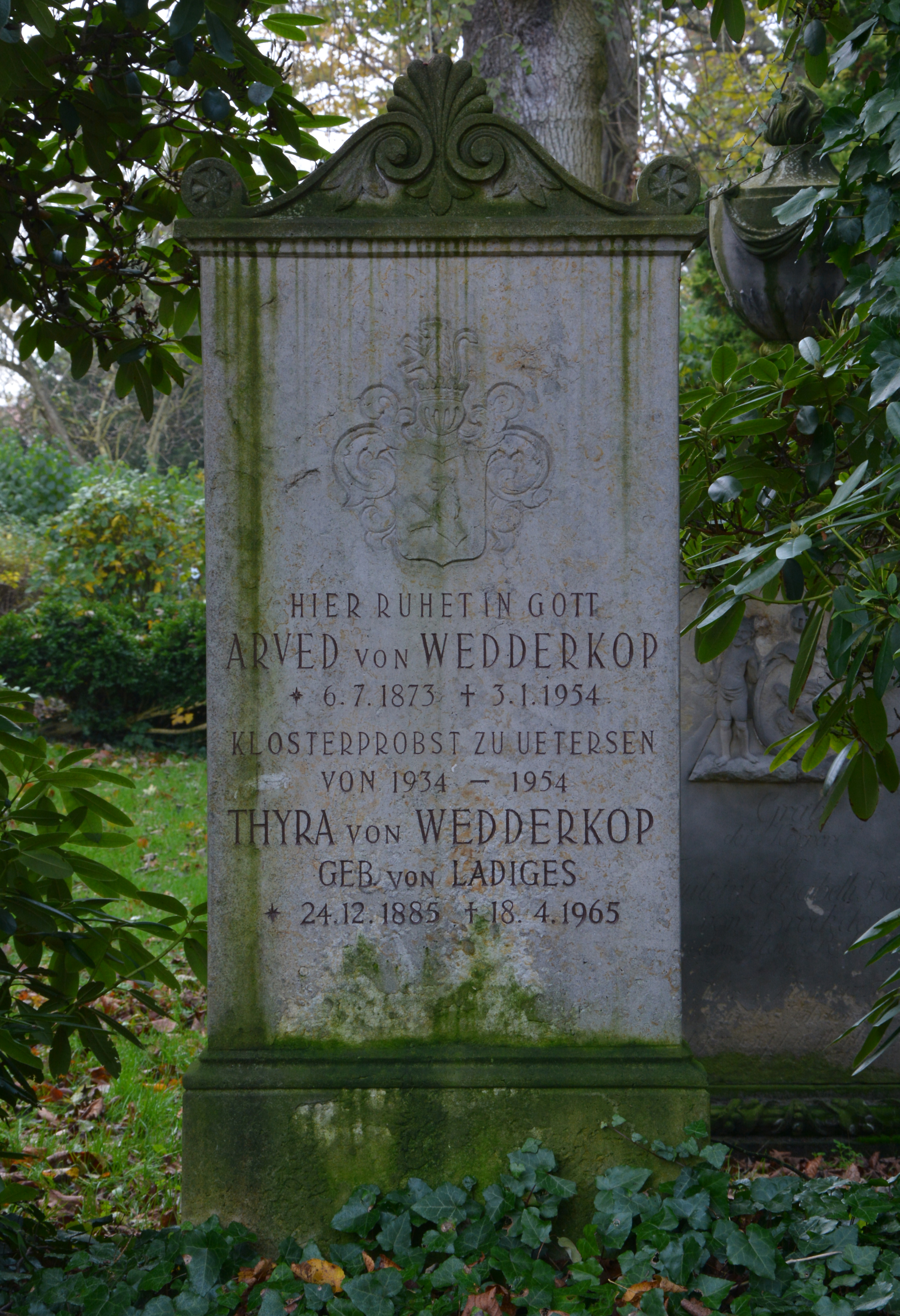
Grabstein von Arved und Thyra von Wedderkop

Arved Gustav Julius Theodor von Wedderkop (* 6. Juli 1873 in Altona; † 3. Januar 1954 in Uetersen) war ein deutscher Offizier und Klosterpropst.

## Leben
Arved von Wedderkops Eltern waren der Hauptmann Wilhelm Jacob Anton v. Wedderkop (* 26. Juni 1842 in Altona; † 1906 in Lübeck) und seine Ehefrau Olga geb. Friedrichs. Sein Urgroßvater war Georg Conrad von Wedderkop, ein Domherr im Lübecker Domkapitel.
Arved von Wedderkop besuchte die Kieler Gelehrtenschule, an der er in angestammten freundschaftlichen Beziehungen zu älteren und damals jungen Angehörigen des Corps Holsatia stand. Nach dem Abitur trat er am 1. Februar 1894 in die Offizierslaufbahn der Preußischen Armee. Drei Jahre stand er im Infanterie-Regiment „von Manstein“ (Schleswigsches) Nr. 84 (Schleswig und Hadersleben). Am 22. März 1897 kam er zum Infanterie-Regiment „Lübeck“ (3. Hanseatischen) Nr. 162. Er diente ein Jahr in der Militär-Turnanstalt, drei Jahre als Adjutant beim Bezirkskommando Neustrelitz und in der Infanterie-Schießschule Spandau. Als Hauptmann und Kompaniechef rückte er von Lübeck aus an die Westfront (Erster Weltkrieg). Bereits am 16. September 1914 erlitt er bei Ribécourt einen Arm- und Bauchschuss. Die Lazarett- und Heilbehandlung zog sich bis Juli 1917 hin. Am 20. August 1917 wurde er im Westen Führer vom Feldrekrutierungsdepot der 18. Division (Deutsches Kaiserreich). Beim X. Armee-Korps war er an der Ostfront (Erster Weltkrieg) in der Sicherung von Zugfahrten und im Bahnschutz eingesetzt. Nach dem Waffenstillstand von Compiègne war er vom 12. Dezember 1918 bis zum 17. Januar 1919 als Major Kommandeur des Freiwilligenbataillons 39 im Raum Białystok–Ossowice. 1919 war er Führer der Abwicklungsstelle I/162. Am 5. Mai 1920 wurde er verabschiedet.
Seit dem 1. April 1920 war er Regierungsrat beim Versorgungsamt Lübeck. Später kam er in gleicher Funktion nach Kiel. Seit dem 3. Juli 1929 Conkneipant beim Corps Holsatia, wurde er am 20. Juli 1929 als Corpsschleifenträger philistriert. Ende November 1934 wurde er auf Antrag in den dauernden Ruhestand versetzt.
Am 1. März 1935 wurde Wedderkop als Nachfolger von Friedrich Eduard von Buchwaldt zum Klosterpropst des Klosters Uetersen gewählt. Das Amt nahm er „mit großer Aufopferung“ wahr. Er sorgte dafür, dass das Propstenhaus unter Denkmalschutz gestellt wurde. In seiner Amtszeit führte er das Kloster durch die Zeit des Nationalsozialismus. Er verhinderte, dass das Kloster zur Wohnstätte von Töchtern der Parteielite wurde. In der Nachkriegszeit in Deutschland wurde ein Teil des Klosters von englischen Besatzungssoldaten besetzt und beschlagnahmt. Hier bewahrte er das Kloster vor der Beschlagnahmung der Kirchen- und Klosterschätze.
Mit Olga Theodora Marie Luise von Wedderkop, Freya Anna Clara von Wedderkop und Magnus Carl Ludwig Alfred von Wedderkop hatte er zwei Schwestern und einen Bruder. Arved von Wedderkop war seit dem 8. Januar 1915 mit Thyra Fernande Petra von Wedderkop geb. von Ladiges aus Altona verheiratet. Thyra von Ladiges-Wedderkop war eine der Solistinnen in Szenen aus Goethes Faust von Robert Schumann, das am 23. November 1921 vom Oratorienverein am Stralsunder Stadttheater am Alten Markt aufgeführt wurde. Das Paar hatte zwei Töchter. Karla Wilhelmine Lisa Felizitas von Wedderkop (* 9. März 1916 in Lübeck) und Magna von Wedderkop (* 7. Juli 1924). Arved von Wedderkop fand seine letzte Ruhe neben seiner Frau auf dem Jungfrauenfriedhof des Klosters. Die Schleswig-Holsteinische Ritterschaft, sein Regiment und die Holsatia gaben ihm das letzte Geleit. Sein Nachfolger als Propst des Klosters wurde Christian von Platen-Hallermund.

## Posthum
In der Lübecker Königstraße 1–3 wurde 2021 das Boardinghouse „Arved Apartments“ nach ihm benannt.

## Ehrungen
- Eisernes Kreuz 2. und 1. Klasse
- andere Kriegsauszeichnungen